# Nevado de Santa Isabel
El Nevado de Santa Isabel, también conocido en el idioma Quimbaya como Poleka Kasué (doncella blanca), es una de las montañas de la cordillera Central de Colombia. Es un complejo volcánico inactivo de tipo estratovolcánico-andesítico, con tres cumbres principales: El Cisne (4.965 m), Santa Isabel (4.940 m) y El Quindío (4.750 m). Su glaciar ha perdido >94% de su área en el último siglo. Su cima se eleva a 4 945 m s. n. m; y marca la frontera entre los departamentos de Risaralda, Tolima y Caldas, siendo el punto más alto del primero. Tiene un gran número de lagunas, charcos y vegetación de frailejones y otras plantas.En su cima se encontraba una de las seis masas glaciares supervivientes en Colombia, cuya superficie glaciar pasó de 0,35 km² en diciembre de 2021 a 0,29 km² en diciembre de 2022 (−17 %) es la penúltima por tamaño, solo por delante del glaciar del Nevado del Tolima; Cuenta con tres cumbres sur, central y norte(el hongo) las cuales tienen una altitud de 4.935, 4.923 y 4.945 m.s.n.m respectivamente. El pico principal se ubica en las coordenadas 4°49′03″N 75°22′06″O, según mediciones geodésicas del Instituto Geográfico Agustín Codazzi (IGAC, 2020). Dista 15 km al noroeste del Nevado del Ruiz, 25 km al sur de Santa Rosa de Cabal (Risaralda) y 42 km al noreste de Manizales. Según el informe del estado de los Glaciares Colombianos, para 2023 el glaciar Santa Isabel ha presentado un retroceso glaciar sin precedentes, enfrentando un proceso de desaparición acelerado, y para finales de 2023 el glaciar Conejeras, el cual era considerado el referente del Nevado Santa Isabel, se extinguió completamente.La desaparición del glaciar Conejeras se confirmó entre enero y febrero de 2024, cerrando un ciclo de monitoreo mensual de 18 años continuo por parte del IDEAM. Esta extinción representó un hito importante en el cuidado de glaciares, ya que era el glaciar tropical referente de Colombia y uno de los más estudiados del país, teniendo como principales causas para su desaparición su baja altitud, escasez de precipitaciones sólidas y la reducción de capacidad de reflexión solar del hielo.
Su escalada es de relativa facilidad y requiere de poca experiencia técnica. Su arranque se inicia en la hacienda Potosí, en Santa Rosa de Cabal, y más adelante por el sendero conocido como conejeras. Se encontraron indicios de que en el pasado fue un volcán bastante activo (época prehistórica). Causa curiosidad el complejo de domos que coronan su cima y que lo convierten en uno de los nevados más raros del continente. También se puede ascender por la vereda El Cedral, en Pereira, atravesando el bosque de niebla, el valle de los frailejones y la Laguna del Otún. Su última erupción se registró en 1943.
El Nevado Santa Isabel se ubica en la parte central del Parque Nacional Natural Los Nevados, específicamente entre el Nevado del Ruiz y el Nevado del Tolima, entre los departamentos de Tolima (Murillo), Caldas (Villamaría) y Risaralda (Pereira). Su altura es la menos prominente de los actuales Nevados, dado que no conforma un único cono volcánico. Su vista se encuentra bloqueada de la ciudad de Pereira por el Nevado de Santa Rosa, siendo paradójicamente la ciudad más cercana al Nevado. Sus aguas alimentan tres cuencas hidrográficas: río Quindío (Cauca), Totarito (Magdalena) y Santo Domingo (Cauca).  

## Pérdida de espesor y fragmentación glaciar
Durante el ciclo hidrológico 2019–2020, el glaciar Conejeras del Nevado Santa Isabel presentó una pérdida promedio de 5,17 metros de espesor, como resultado del derretimiento sostenido de su superficie. La pérdida fue más acentuada en la parte baja del glaciar (6,17 m), mientras que en la zona alta alcanzó 3,96 m. Esta variación fue registrada mediante una red de balizas instaladas en distintas altitudes y corroborada mediante registros fotográficos comparativos.
En términos de superficie, el glaciar disminuyó de 0,65 km² en 2017 a 0,52 km² en 2019, lo que representa una reducción del 20 % en solo dos años. Para ese entonces, el glaciar estaba dividido en ocho fragmentos principales. Entre estos se destacaban: Cumbre Norte, Conejeras, Laguna Verde, Cuadrado y El Escondido. Para facilitar su seguimiento, el IDEAM propuso una toponimia oficial que permite identificar cada uno de estos relictos en futuros monitoreos.

### Glaciar Conejeras
El sector Conejeras, ubicado en la vertiente noroeste del Nevado Santa Isabel, fue monitoreado de forma continua por el IDEAM entre marzo de 2006 y febrero de 2024, mediante una red de balizas de ablación y estaciones meteorológicas. Durante este periodo, el glaciar experimentó una reducción acelerada de su área, siendo uno de los casos más documentados de retroceso glaciar en Colombia Para el año 2022, la cobertura glaciar nacional —incluyendo los relictos del Santa Isabel— fue de 33,09 ± 0,63 km² y en ese mismo periodo el sector Conejeras presentaba un tamaño tan reducido que, hacia finales de 2023 e inicios de 2024, fue considerado extinto, poniendo fin a 18 años de monitoreo mensual.
Tras la extinción del sector Conejeras, en 2022 persistían únicamente algunos relictos glaciares en el Nevado Santa Isabel, entre ellos “El Hongo”, “Laguna Verde”, “El Cuadrado” y “El Escondido”. Estos relictos se encontraban en proceso de reducción y son monitoreados como evidencia del retroceso glaciar en la región.
Según el Informe del Estado de los Glaciares Colombianos 2023, el glaciar Conejeras se extinguió entre enero y febrero de 2024, marcando el fin de un ciclo de observación de 18 años. Su desaparición se atribuye a factores como su baja altitud, a la falta de suficiente precipitación sólida y a la acumulación de ceniza volcánica que redujo la capacidad de reflexión solar del hielo.
A pesar de los esfuerzos institucionales por monitorear y conservar los glaciares del país, la extinción total del glaciar en el Sector Conejeras es un hecho. Esta pérdida no solo representa una reducción significativa en la disponibilidad de agua para las poblaciones aledañas, sino que también afectará los ecosistemas altoandinos que dependen del aporte hídrico proveniente del deshielo. El glaciar ha sido históricamente una fuente importante para diversos afluentes en la región, por lo que su desaparición tendría implicaciones ecológicas e hidrológicas relevantes. Además, el Nevado Santa Isabel ha funcionado como un laboratorio natural para la investigación glaciológica en Colombia, por lo que su pérdida supondría también un retroceso en el estudio de los glaciares tropicales.
Según el IDEAM, hacia 1960 el glaciar del Nevado del Quindío desapareció por completo. Entre 1850 y 2021, el Nevado del Ruiz perdió más del 80 % de su superficie glaciar, pasando de 47,5 km² a 7,96 km², mientras que el Nevado del Tolima se redujo de 8,6 km² a tan solo 0,50 km². En el caso del Nevado Santa Isabel, se estima que actualmente solo conserva alrededor del 1 % de su cobertura glaciar original.
Este monitoreo del glaciar fue posible gracias a la colaboración entre el IDEAM, operadores turísticos locales y redes de monitoreo comunitario, esta articulación de actores fue reconocida como ciencia institucional como ejemplo de glaciología participativa, sin embargo debido a la pérdida total de la superficie glaciar visible, el monitoreo se suspendió en febrero de 2024.

## Geografía y geología
El Nevado de Santa Isabel está ubicado en la zona central de Colombia, entre los departamentos de Caldas, Risaralda y Tolima, dentro del Parque Nacional Natural Los Nevados. Forma parte de la Cordillera Central de los Andes colombianos y del denominado Complejo Volcánico Ruiz–Tolima, junto con los volcanes Nevado del Ruiz, Nevado del Tolima, Cerro Machín y Nevado del Quindío.
A diferencia de sus vecinos, el Santa Isabel presenta una morfología más suave y achatada, sin un cráter visible ni una forma cónica pronunciada. Esto se debe a que es un estratovolcán de edad más antigua, fuertemente erosionado, con una estructura más compleja y menor actividad reciente. Su composición litológica está dominada por rocas andesíticas y dacíticas, típicas de los arcos volcánicos subandinos. Estas formaciones evidencian un pasado eruptivo diverso y la influencia de un sistema magmático compartido con el Nevado del Ruiz. Su cima está formada por domos de lava y materiales volcánicos acumulados durante múltiples erupciones ocurridas en el pasado geológico, aunque se considera actualmente un volcán potencialmente activo.
Este volcán se encuentra sobre la zona de subducción de la placa de Nazca bajo la placa Sudamericana, al igual que otros volcanes andinos. La actividad tectónica ha influido en su formación y evolución, aunque no se han registrado erupciones recientes en tiempos históricos.
| Nombre de la cumbre | Altitud (m.s.n.m) |
| ------------------- | ----------------- |
| Sur                 | 4.935             |
| Central             | 4.923             |
| Norte (El Hongo)    | 4.945             |

El glaciar del Nevado de Santa Isabel ha sufrido un rápido retroceso en las últimas décadas. De los tres glaciares que cubrían su cima en el siglo XX (Bolívar, Central y Conejeras), solo el de Conejeras persiste parcialmente. Según el IDEAM, entre 2002 y 2020 el área glaciar del Santa Isabel disminuyó en más del 60 %, y se proyecta que podría desaparecer por completo antes de 2030 si continúan las condiciones climáticas actuales.
La cima del nevado se encuentra a 4.965 m s. n. m., y su topografía es menos empinada que la de otros volcanes de la región. Presenta pendientes suaves de 15° a 25°, lo que facilita su acceso, especialmente desde el sector de El Cisne (Risaralda), siendo uno de los nevados más visitados del país.
El Servicio Geológico Colombiano reportó actividad fumarólica en el flanco suroeste en 2019. Existe riesgo de inundaciones repentinas por ruptura de lagunas glaciares, con potencial afectación a los municipios de Santa Rosa de Cabal y Villamaría

## Geomorfología
El Nevado de Santa Isabel presenta un relieve dominado por un casquete glaciar que ha sufrido un marcado retroceso durante el siglo XXI. Entre 2010 y 2015, la pérdida de masa glaciar alcanzó un 42 %, una de las tasas más altas entre los glaciares del país.
A diferencia de otros nevados andinos con cimas agudas, el Santa Isabel presenta laderas amplias y suaves, resultado de la acción combinada de:
- Erosión glacial, que ha modelado morrenas, circos y valles con evidencias de antiguos pulsos de hielo.

- Erosión hídrica, que ha generado terrazas y acumulaciones aluviales, especialmente en las partes bajas.

- Deposición de polvo mineral, en parte transportado desde el desierto del Sahara, lo que ha acelerado el derretimiento glaciar al reducir el albedo del hielo.[15]

- El paisaje circundante incluye zonas de páramo andino, turberas y depósitos de ceniza volcánica, que cumplen un rol fundamental en la retención de agua, la filtración y la amortiguación de procesos erosivos superficiales.

## Condiciones climáticas y dinámica del deshielo
El periodo comprendido entre febrero de 2019 y enero de 2020 estuvo marcado por condiciones desfavorables para la conservación del glaciar. La acumulación de nieve fue mínima, con un espesor promedio de 3 cm y un máximo de 18 cm en noviembre. Esta escasa cobertura redujo la capacidad del glaciar para reflejar radiación solar, facilitando así la pérdida de masa.
La estación meteorológica EMMA, ubicada a 4740 m s. n. m., registró temperaturas superiores a 0 °C durante el 62 % del año, con un pico máximo de 9 °C en febrero de 2020. Esta temperatura, combinada con alta radiación solar, provocó un aumento en el caudal de agua de deshielo, con picos de hasta 164,6 litros por segundo, registrados entre las 14:00 y las 16:00 horas.
La estación hidrológica Conejeras-2, que mide este caudal, presentó limitaciones operativas por sedimentación, infiltración y desbordamientos. Se estima que hasta 30 % del caudal real no fue registrado adecuadamente, lo que complica las estimaciones del aporte hídrico glaciar. Estos datos evidencian la sensibilidad del nevado frente a variaciones atmosféricas y la vulnerabilidad de sus relictos frente al calentamiento global.

### Retroceso glaciar
Los glaciares de alta montaña constituyen un componente esencial en la dinámica hídrica de las cuencas andinas, actuando como reservas de agua que alimentan gradualmente los sistemas fluviales. En el caso específico de los Andes colombianos, el glaciar del Nevado de Santa Isabel —ubicado en el Parque Nacional Natural Los Nevados— representa un caso emblemático del retroceso glaciar asociado al actual proceso de cambio climático global. Este fenómeno ha sido ampliamente documentado por diversos investigadores como Euscátegui (2003), Flórez (1992) y Linder (1990), y se encuentra directamente relacionado con el aumento sostenido de las temperaturas durante el Holoceno superior, intensificado por actividades humanas como la quema de combustibles fósiles, la deforestación y el uso de fuentes energéticas altamente emisoras de CO₂. Según estimaciones del IPCC (1992) y del IDEAM (2000), este calentamiento podría alcanzar hasta 6 °C en zonas de alta montaña hacia la segunda mitad del siglo XXI, lo cual tendría consecuencias drásticas sobre los ecosistemas andinos.
Una de las evidencias más visibles de este cambio es la reducción de las masas glaciares. En el caso del Nevado de Santa Isabel, se ha registrado una pérdida de más del 75 % de su área y hasta un 83 % de su volumen en las últimas décadas (Flórez, 1992; Linder, 1991). Este retroceso no solo altera el paisaje y la biodiversidad de alta montaña, sino que también impacta directamente en la disponibilidad de recursos hídricos para las poblaciones que dependen de estas fuentes. La laguna del Otún, ubicada en la vertiente suroccidental del nevado, cumple una función clave como reguladora del caudal del río Otún, el cual abastece de agua potable a la ciudad de Pereira, capital del departamento de Risaralda. Este caudal se forma a partir de dos fuentes principales: la precipitación en forma de lluvia o nieve y el proceso de ablación o deshielo del glaciar (Ludevid, 1992).
En este contexto, un proyecto de investigación reciente desarrolló una metodología integral para analizar la relación entre el retroceso del glaciar y su impacto sobre el abastecimiento de agua en Pereira. Mediante el uso de imágenes satelitales, técnicas fotogramétricas, sistemas de información geográfica (SIG) y trabajo de campo, se generaron mapas y modelos digitales de terreno que evidencian la evolución del glaciar tanto en superficie como en volumen. Estos análisis permitieron calcular los aportes hídricos directos del glaciar al sistema fluvial. Entre 1959 y 1995, el Nevado Santa Isabel aportó aproximadamente un 0,32 % del caudal anual promedio del río Otún; sin embargo, en la actualidad, esta cifra se ha reducido drásticamente, alcanzando apenas un 0,07 % durante ciertos meses del año (Euscátegui, 2003).
Esta disminución pone en evidencia la creciente vulnerabilidad del sistema hídrico regional, lo cual exige una respuesta inmediata en términos de planificación, conservación y uso eficiente del recurso. Conocer y monitorear con precisión los aportes glaciares resulta fundamental para diseñar políticas públicas enfocadas en la sostenibilidad del agua en Pereira y su zona de influencia. La adaptación al cambio climático debe incluir medidas de gestión integrada de cuencas, conservación de ecosistemas estratégicos, fortalecimiento institucional y sensibilización comunitaria frente al uso racional del agua, entendiendo que el retroceso glaciar no es solo un fenómeno físico, sino un indicador crítico del equilibrio ambiental que sostiene la vida y el desarrollo humano en la región andina.

## Hidrografía
El Nevado Santa Isabel desempeña un papel fundamental como fuente hídrica para el occidente y centro de Colombia. Su localización estratégica en la cordillera Central le permite funcionar como una torre de agua natural que abastece importantes cuencas hidrográficas. Por su vertiente occidental, los deshielos alimentan los ríos Claro, Otún y Campoalegre, afluentes del río Cauca, los cuales proveen de agua a más de un millón de habitantes del Eje Cafetero. En la vertiente oriental, el deshielo da origen a los ríos Totarito, Azul y Mozul, que desembocan en el río Magdalena, la arteria fluvial más importante del país.

Caudal del Río Lagunilla a través de los años, monitoreado por estaciones del IDEAM.

El Nevado de Santa Isabel es una fuente crucial de agua para las comunidades cercanas en el eje cafetero, especialmente en los departamentos de Caldas y Risaralda. El deshielo acelerado de su glaciar ha comenzado a afectar las cuencas hidrográficas que dependen de este recurso, lo que plantea un desafío significativo para la seguridad hídrica en la región. En respuesta, las autoridades ambientales y las comunidades locales están implementando programas de gestión integral del agua que incluyen la protección de las cuencas y la restauración de áreas de captación. Estos esfuerzos buscan asegurar que las fuentes de agua, provenientes de los nevados, sigan siendo sostenibles a pesar de los cambios en los patrones climáticos.
No obstante, esta red hídrica ha evidenciado cambios significativos en las últimas décadas. Desde 1990, se ha registrado una disminución aproximada del 30 % en los caudales de los principales ríos asociados al nevado. Al mismo tiempo, el número de lagunas proglaciares aumentó de 5 a 17 entre los años 1985 y 2022, un fenómeno relacionado con el retroceso glaciar y que incrementa el riesgo de inundaciones catastróficas por vaciamiento súbito de lagunas glaciares (GLOFs, por sus siglas en inglés).

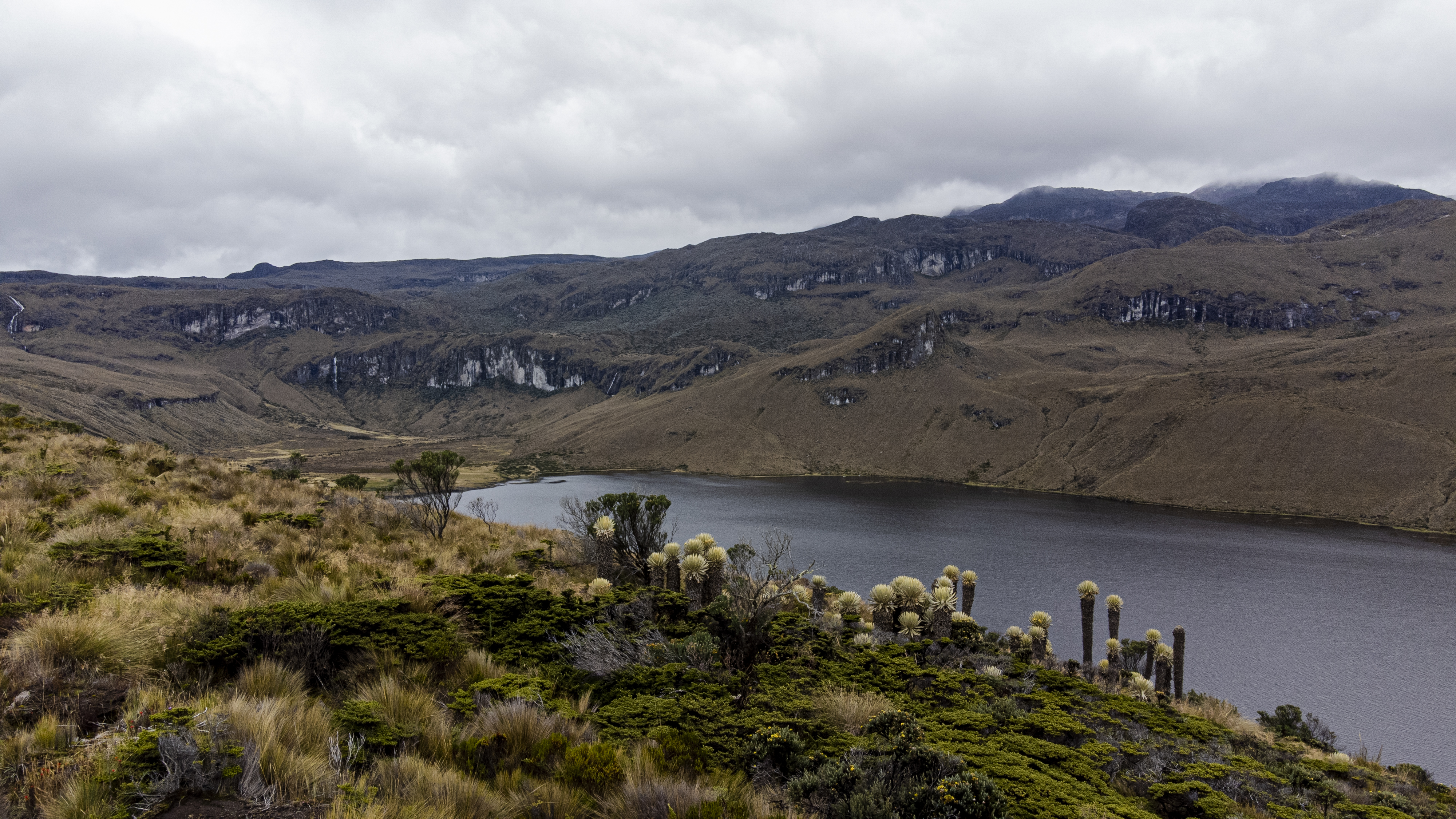
Laguna de Otún

Las cuencas abastecidas por el Nevado Santa Isabel son vitales para diversos sectores, incluyendo el abastecimiento de agua potable, la agricultura regional y la generación de energía hidroeléctrica. Según el Instituto de Hidrología, Meteorología y Estudios Ambientales, estos recursos hídricos cumplen una función estratégica en la sostenibilidad del desarrollo regional. Un estudio del Sistema de Parques Nacionales Naturales de Colombia, advierte que la desaparición de los glaciares en este macizo podría generar cambios drásticos en el régimen hídrico local, afectando directamente a las poblaciones que dependen de estos ecosistemas.

## Biodiversidad y Ecosistemas
El Nevado Santa Isabel alberga una notable diversidad de ecosistemas distribuidos a lo largo de su gradiente altitudinal, lo que le confiere un alto valor ecológico dentro del sistema montañoso andino colombiano.
Entre los 2.500 y 3.200 metros de altitud se desarrollan bosques altoandinos dominados por especies como el roble (Quercus humboldtii) y el laurel de cera (Morella pubescens), a medida que la altitud aumenta, estos bosques dan paso a extensos páramos que se extienden entre los 3.200 y 4.000 metros. Esta franja altitudinal alberga una notable diversidad de frailejones,en las zonas más elevadas, por encima de los 4.000 metros, se encuentra el superpáramo y el glaciar propiamente dicho. Estas áreas extremas son hábitat de especies altamente especializadas y vulnerables, como el oso de anteojos —con una población estimada en apenas una docena de individuos en el área.
La diversidad biológica del Nevado Santa Isabel se encuentra actualmente bajo presión por múltiples factores, incluyendo el cambio climático, la pérdida de hábitat y la disminución de las coberturas glaciares, lo que representa un desafío importante para la conservación de estos ecosistemas de alta montaña.

### Flora
Entre las especies de flora más representativas destacan el frailejón ''Espeletia hartwegiana'' (y otras especies del género Espeletia), romeros (Diplostephium), cacho de venado (Loricaria colombiana), pajonales, árnicas (Senecio), y plantas de humedal como Plantago rigida. En los bosques altoandinos se encuentran el roble (Quercus humboldtii), laurel de cera (Morella pubescens), palma de cera (Ceroxylon quindiuense), siete cueros de páramo (Polylepis sericea), velillos (Hypericum), calabazos, campanos y guayabos.

### Fauna
Entre las especies de aves presentes destacan el Periquito de los nevados (Bolborhynchus ferrugineifrons), la Cotorra coroniazul (Hapalopsittaca fuertesi), el Cóndor andino (Vultur gryphus), el Tororoi de Miller (Grallaria milleri), el Pato andino (Oxyura jamaicensis), el Águila crestada (Spizaetus isidori), la Perdiz colorada (Odontophorus hyperythrus), el Perico paramuno (Leptosittaca branickii) y el Terlaque andino (Andigena hypoglauca). Además, sobresale el Colibrí de páramo o chivito de páramo (Oxypogon stuebelii), especie endémica exclusiva de la región.
El Nevado Santa Isabel, ubicado dentro del Parque Nacional Natural Los Nevados, alberga una valiosa diversidad de mamíferos andinos, muchos de ellos en peligro de extinción. Entre las especies registradas en sus alrededores se encuentra el oso de anteojos (Tremarctos ornatus), cuya presencia ha sido confirmada por avistamientos y hallazgos de huellas y estiércol en las estribaciones del nevado. También se ha observado al puma (Puma concolor) en el sector conocido como África, cercano al Santa Isabel. Estas especies requieren grandes extensiones de bosque andino para su supervivencia, por lo que la conservación del área ha sido clave para su persistencia. El parque también protege al tigrillo (Leopardus tigrinus), la danta de montaña (Tapirus pinchaque), el venado conejo (Pudella mephistophila), el venado colorado o soche (Mazama rufina), también hay al menos 20 especies de murciélagos de diversos hábitos alimenticios. y se tiene registro histórico del venado de cola blanca (Odocoileus virginianus), actualmente extinto en la zona. 

## Desglaciación
A finales de 2023, su estructura estaba reducida a tres pequeños relictos de hielo, entre ellos el sector conocido como Conejeras, el cual desapareció por completo entre diciembre de ese año y febrero de 2024. Este relicto fue especialmente vulnerable debido a su baja altitud —por debajo de los 5.000 metros—, a la falta de suficiente precipitación sólida y a la acumulación de ceniza volcánica que redujo la capacidad de reflexión solar del hielo. Durante más de 17 años, Conejeras fue un referente para los estudios de glaciología en Colombia, ya que allí se aplicó por primera vez el método de balance de masa glaciar y se instaló la red de monitoreo más completa del país.
En palabras del director de la Corporación Autónoma Regional de Risaralda (Carder), Julio César Gómez, el Nevado Santa Isabel ha perdido más del 80 % de su casquete glaciar desde la década de 1980, y actualmente solo conserva cerca del 20 %. Esta acelerada desglaciación se ha atribuido no solo al cambio climático y al fenómeno de El Niño, sino también a la actividad volcánica del cercano Nevado del Ruiz, cuyas emisiones de ceniza reducen la capacidad de reflexión solar del hielo. Las autoridades ambientales han alertado sobre los efectos hídricos de esta pérdida glaciar, en especial para la cuenca del río Otún y cuerpos de agua como la laguna del Otún y la quebrada Alaska. 
| Cambio del área glaciar en el volcán Nevado Santa Isabel (Poleka Kazué) | Cambio del área glaciar en el volcán Nevado Santa Isabel (Poleka Kazué) |
| Periodo                                                                 | Área (km²)                                                              |
| ----------------------------------------------------------------------- | ----------------------------------------------------------------------- |
| Segunda mitad del siglo XIX                                             | 27.8                                                                    |
| Años 50                                                                 | 9.40                                                                    |
| Años 80                                                                 | 6.40                                                                    |
| Años 90                                                                 | 5.30                                                                    |
| 2010                                                                    | 1.91                                                                    |
| 2016                                                                    | 1.00                                                                    |
| 2017                                                                    | 0.65                                                                    |
| 2019                                                                    | 0.52                                                                    |
| 2020                                                                    | 0.45                                                                    |
| 2021                                                                    | 0.35                                                                    |
| 2022                                                                    | 0.29                                                                    |

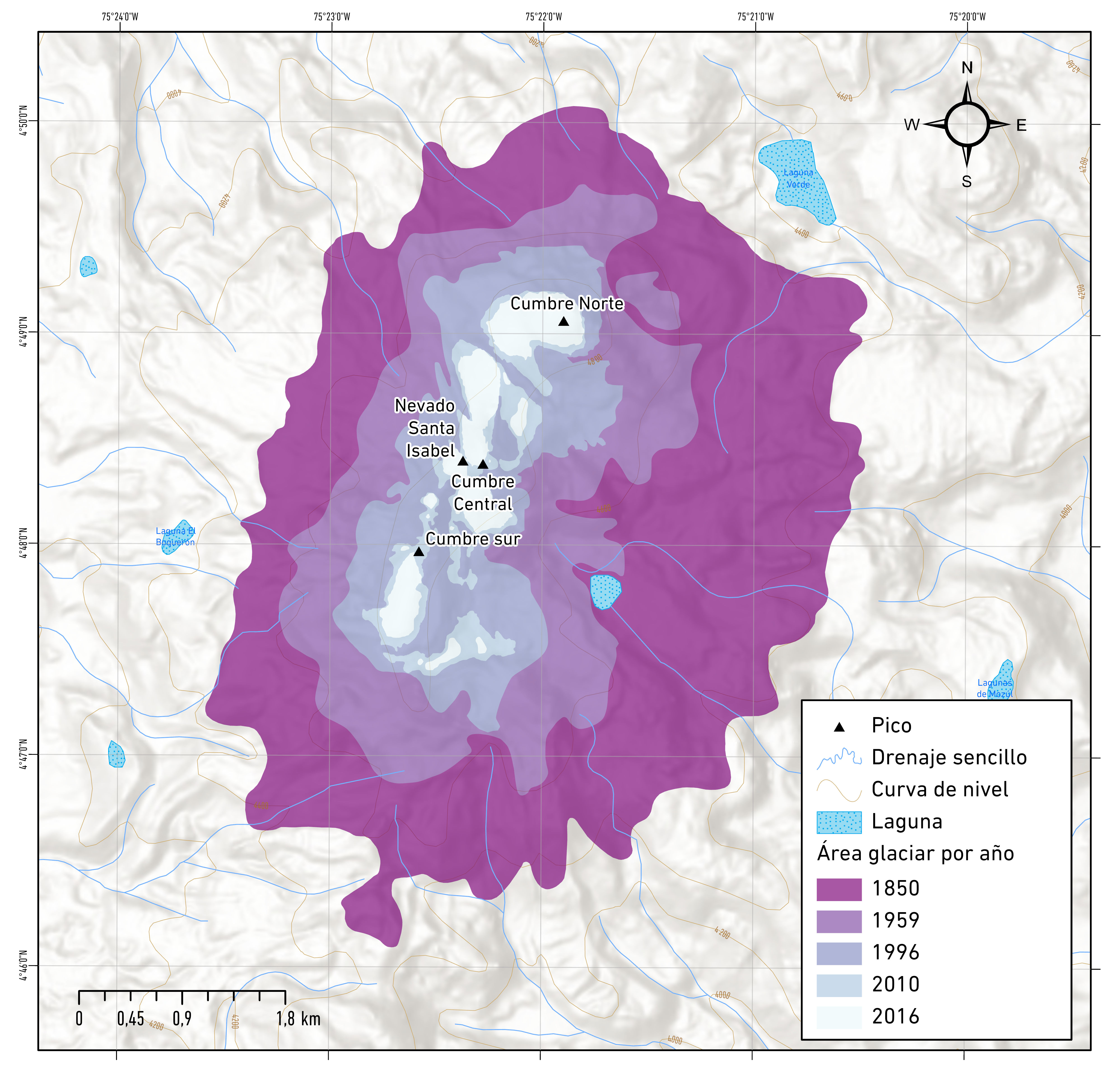
Dinámica glaciar del Nevado de Santa Isabel 1850 - 2016

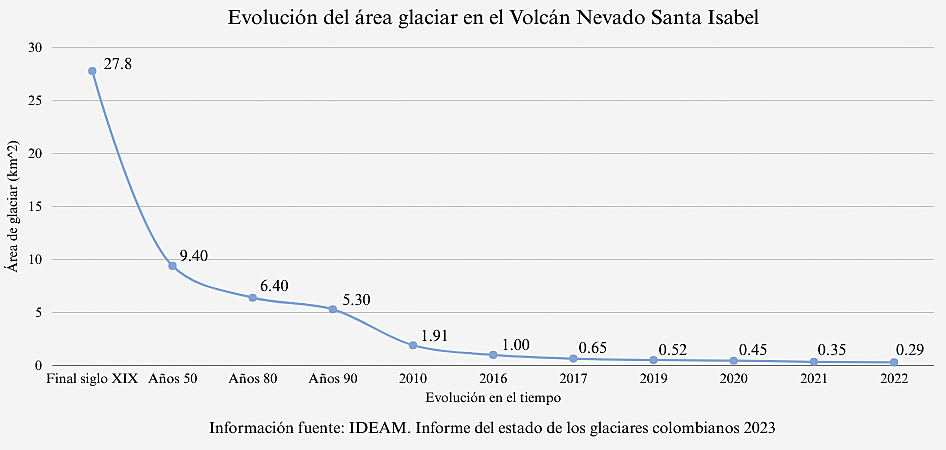
Evolución del área glaciar en el Volcán Nevado Santa Isabel

En las últimas décadas, el país ha perdido aproximadamente el 90% de su cobertura glaciar, quedando apenas 33 km² en seis nevados que están en proceso de extinción. Desde 2021 hasta 2022, la reducción fue del 3,2% (1,11 km²), equivalente a 156 canchas de fútbol. En 2023, el glaciar Conejeras, parte del Nevado Santa Isabel, incrementó su derretimiento debido al Fenómeno de El Niño y se extinguió en 2024. Con la extinción del sector Conejeras, la atención de los científicos se ha centrado en otros fragmentos de hielo como El Hongo (también llamado cumbre Norte), donde se mantiene un seguimiento mensual a través de una red de balizas. Este relicto se suma a otros tres aún presentes: Laguna Verde, El Cuadrado y El Escondido, todos con extensiones muy reducidas. Además del monitoreo de campo, se han incorporado nuevas tecnologías como vuelos fotogramétricos de baja altura y cámaras automatizadas para el registro visual continuo, lo que permitirá complementar los estudios de pérdida de masa con modelos más precisos en el futuro.
A pesar de estos esfuerzos, la desaparición total del glaciar Santa Isabel parece inminente. Con base en observaciones satelitales y análisis de campo, se estima que podría extinguirse completamente en los próximos cinco años. Esta pérdida representa no solo una amenaza ambiental y una reducción en la disponibilidad de agua en la región, sino también el cierre de un capítulo importante para la investigación glaciológica nacional, pues este nevado fue un laboratorio natural clave en el desarrollo científico del país.
A pesar de los esfuerzos institucionales por monitorear y conservar los glaciares del país, la extición total del glaciar en el Sector Conejeras es un hecho. Esta pérdida no solo representa una reducción significativa en la disponibilidad de agua para las poblaciones aledañas, sino que también afectará los ecosistemas altoandinos que dependen del aporte hídrico proveniente del deshielo. El glaciar ha sido históricamente una fuente importante para diversos afluentes en la región, por lo que su desaparición tendría implicaciones ecológicas e hidrológicas relevantes. Además, el Nevado Santa Isabel ha funcionado como un laboratorio natural para la investigación glaciológica en Colombia, por lo que su pérdida supondría también un retroceso en el estudio de los glaciares tropicales.
| Cuencas hidrográficas a las que drena el agua del Nevado Santa Isabel | Cuencas hidrográficas a las que drena el agua del Nevado Santa Isabel | Cuencas hidrográficas a las que drena el agua del Nevado Santa Isabel | Cuencas hidrográficas a las que drena el agua del Nevado Santa Isabel | Cuencas hidrográficas a las que drena el agua del Nevado Santa Isabel |
| Rio                                                                   | Subzona hidrográfica                                                  | Subzona hidrográfica                                                  | Zona hidrográfica                                                     | Área hidrográfica                                                     |
| --------------------------------------------------------------------- | --------------------------------------------------------------------- | --------------------------------------------------------------------- | --------------------------------------------------------------------- | --------------------------------------------------------------------- |
| Rio                                                                   | Río                                                                   | Área glaciar en la cuenca (km2)                                       | Alto Magadalena                                                       | Magdalena-Cauca                                                       |
| Río Azul                                                              | Río Lagunilla                                                         | 0.09                                                                  | Alto Magadalena                                                       | Magdalena-Cauca                                                       |
| Río Claro                                                             | Río Chinchiná                                                         | 0.20                                                                  | Cauca                                                                 | Magdalena-Cauca                                                       |
| Quebrada Juntas                                                       | Río Chinchiná                                                         | 0.20                                                                  | Cauca                                                                 | Magdalena-Cauca                                                       |
| Quebrada Santa Bárbara                                                | Río Claro                                                             | 0.20                                                                  | Cauca                                                                 | Magdalena-Cauca                                                       |
| Quebrada Linderos                                                     | Río Otún                                                              | 0.002                                                                 | Cauca                                                                 | Magdalena-Cauca                                                       |
| Quebrada la Alsacia                                                   | Río Otún                                                              | 0.002                                                                 | Cauca                                                                 | Magdalena-Cauca                                                       |

## Monitoreo científico y estado actual del glaciar
Desde 2006, el Nevado de Santa Isabel ha sido uno de los principales laboratorios naturales para el estudio de los glaciares en Colombia. El Instituto de Hidrología, Meteorología y Estudios Ambientales (IDEAM) estableció en el sector Conejeras una red permanente de monitoreo que incluyó estaciones meteorológicas de alta montaña, balizas de ablación, fotogrametría aérea y campañas de campo mensuales para la estimación del balance de masa glaciar. Estas acciones permitieron que el glaciar Conejeras fuera parte de la red del Servicio Mundial de Monitoreo Glaciar (World Glacier Monitoring Service, WGMS).
En el año 2023, las temperaturas en la zona del glaciar mostraron condiciones de derretimiento avanzado, la estación me meteorológica EMMA, ubicada a 4.720 m s. n. m. (metros sobre el nivel del mar) sobre el glaciar conejeras, registró temperaturas medias anuales de 0,8 °C, alcanzando un máximo de 10,8 °C y un mínimo de −5,7 °C. El 70% de los datos estuvieron por encima de 0 °C, además las precipitaciones sólidas fueron muy escasas, con etapas de nieve que no superen unos pocos centímetros y que se derritieron en cuestión de horas o días.
Según el Informe del Estado de los Glaciares Colombianos 2023, publicado por el IDEAM, el glaciar Conejeras se extinguió entre enero y febrero de 2024, marcando el fin de un ciclo de observación de 18 años. Su desaparición se atribuye a factores como su baja altitud —con cumbres que apenas superan los 4.900 m s. n. m.— y a condiciones climáticas desfavorables asociadas al fenómeno de El Niño y al aumento de las temperaturas en la alta montaña. El balance de masa glaciar registrado en 2023 para este sector fue de −5.041 milímetros equivalentes de agua (mm e.a.), uno de los más negativos desde que se tienen registros en el país.
La desaparición del glaciar Conejeras convierte al Nevado de Santa Isabel en el primer glaciar colombiano en extinguirse completamente en el siglo XXI. Actualmente, sólo subsisten pequeños relictos de hielo como los glaciares El Hongo y Laguna Verde, cuya viabilidad también está comprometida. El IDEAM ha resaltado la importancia de este nevado como un claro indicador del cambio climático en ecosistemas tropicales de alta montaña.
El monitoreo del nevado también ha contado con iniciativas de glaciología participativa promovidas por el IDEAM, como parte de su programa nacional de seguimiento glaciar. En el caso del Nevado Santa Isabel, jóvenes guías de montaña han contribuido midiendo el retroceso del borde inferior del glaciar y colaborando en campañas fotográficas, instalación de cámaras y toma de datos de campo. Esta participación fortalece la vinculación entre ciencia y comunidad, y permite generar datos útiles para la evaluación del balance de masa glaciar.

## Relictos de hielo
Tras la extinción del glaciar Conejeras en 2024, cuatro pequeños relictos de hielo permanecen en el Nevado de Santa Isabel:
1. El Hongo: Ubicado en la cumbre norte del nevado, este relicto ha sido objeto de monitoreo mensual mediante una red de balizas. Su área es de aproximadamente 16 hectáreas.
2. Laguna Verde: Situada a una altitud de 4.301 metros sobre el nivel del mar, esta laguna es un destino popular en las rutas de ascenso al nevado.
3. El Cuadrado: Este relicto se encuentra en la vertiente sur del nevado, cerca de la cumbre sur.
4. El Escondido: Localizado en la vertiente este, este pequeño glaciar es menos accesible y ha sido objeto de estudios recientes.

El Instituto de Hidrología, Meteorología y Estudios Ambientales (IDEAM) ha establecido una red permanente de monitoreo en el Nevado de Santa Isabel, que incluye estaciones meteorológicas de alta montaña, balizas de ablación y fotogrametría aérea. Estas acciones han permitido que el glaciar Conejeras fuera parte de la red del Servicio Mundial de Monitoreo Glaciar (World Glacier Monitoring Service, WGMS).

## Datos de Interés
Según el Instituto de Hidrología, Meteorología y Estudios Ambientales (IDEAM) en la zona azul de cop16 de Colombia expusieron que en los glaciales de Colombia hay vida, microorganismos, algas, bacterias, que aceleran el deshielo de estos porque algunos cambian el albedo propio de estos glaciales. Las Cianobacterias son microorganismos presentes en estos, y estas presentan caracterista que pueden ser riesgosas para la salud y el medio debido a que son organismo microscópicos Gram negativas (tienen  resistencia a los antibióticos porque está encerrada en una cápsula que ayuda a evitar que los glóbulos rojos actuen combatiendo las infecciones y al deteriorarse esta membrana liberan sustancias tóxicas llamadas endotoxinas que contribuyen a la gravedad de los síntomas) muchas especies de cianobacterias producen toxinas que pueden quedarse dentro de sus células o liberarse al medio. Esto hace que las toxinas puedan estar presentes en el agua, lo cual representa un riesgo tanto para la salud de las personas como para el medio ambiente. La Organización Mundial de la Salud ha enlistado a las cianobacterias como un problema de salud emergente.
El glaciar Conejeras del Nevado Santa Isabel fue el primer glaciar en Colombia en donde se realizaron mediciones mensuales de balance de masa glaciar durante 18 años consecutivos, este monitoreo fue fundamental para entender los efectos del cambio climático en los glaciares y fue un referente a nivel internacional, su extinción representó un hito histórico en la criosfera colombiana.

### Aprovechamiento
Pensando en la sostenibilidad y en el aprovechamiento propio de esta especie la biomasa de cianobacterias de alta montaña como co-sustrato para la generación de biogás, con el fin de reducir el impacto ambiental de las floraciones y promover la sostenibilidad energética en zonas rurales. Las cianobacterias posee un alto contenido de materia orgánica, nitrógeno, entre otros. lo cual su uso es viable como co-sustrato para un sistema de biodigestión anaerobia, partiendo de la utilización y distribución de este con residuos de índole orgánica como estiércol animal o residuos agrícolas. Este enfoque permite generar energía renovable localmente, reduciendo la dependencia de combustibles fósiles, y promueve soluciones climáticamente inteligentes en comunidades vulnerables a la pérdida de glaciares y recursos hídricos, haciendo con este proceso también de economía circular.

## Galería
|                    |
| El nevado en 1985. |

|                                        |
| Frailejones en el Nevado Santa Isabel. |

|                                              |
| Nacimiento de río en el Nevado Santa Isabel. |

|                                         |
| Nevado Santa Isabel visto desde Armenia |

|                          |
| Nevado santa Isabel 2016 |

|                          |
| Nevado santa Isabel 2004 |